# Stelis quadrifida
Stelis quadrifida är en orkidéart som först beskrevs av Juan José Martinez de Lexarza, och fick sitt nu gällande namn av Rodolfo Solano Gómez och Soto Arenas. Stelis quadrifida ingår i släktet Stelis och familjen orkidéer. Inga underarter finns listade i Catalogue of Life.

## Bildgalleri

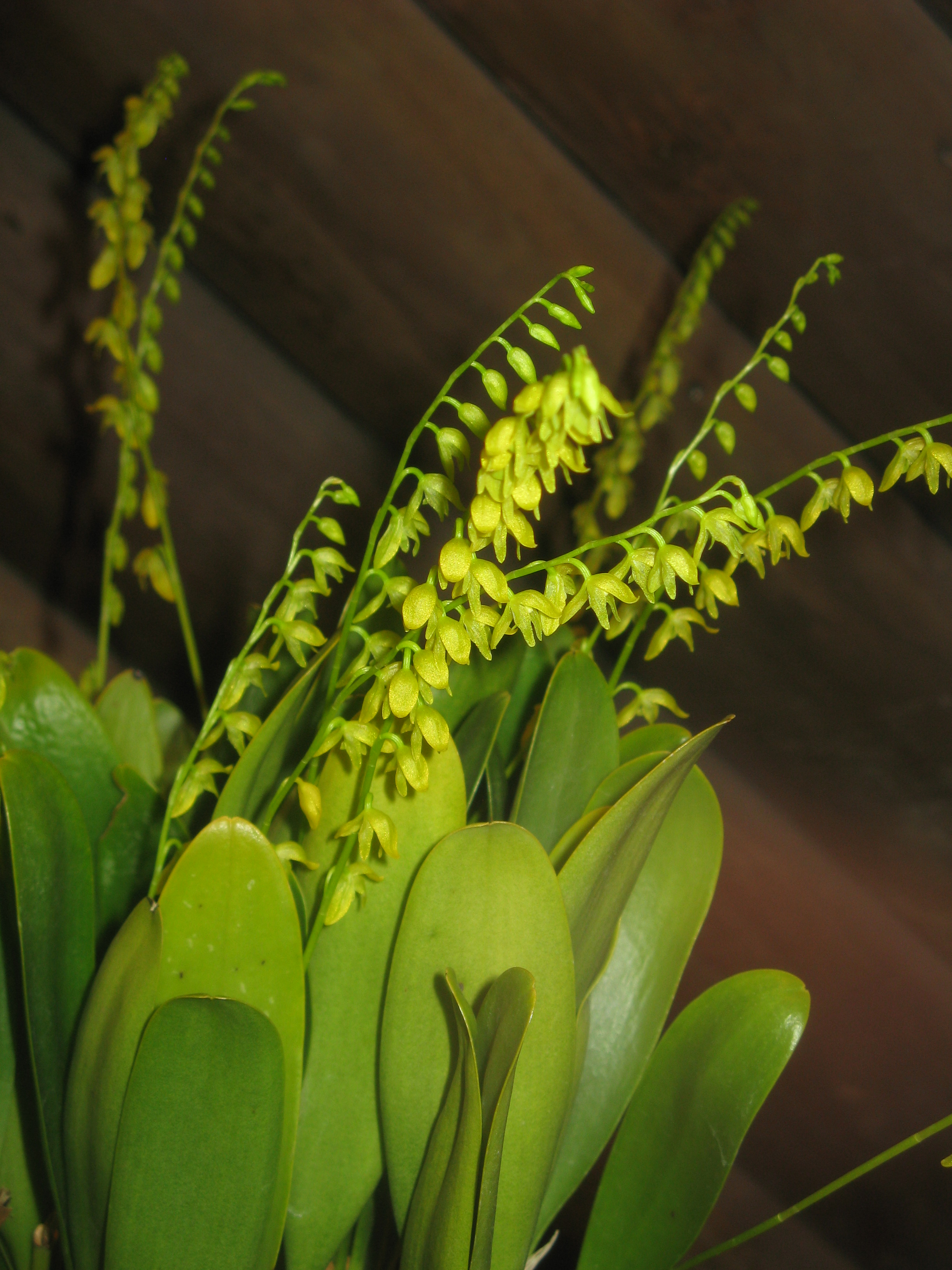
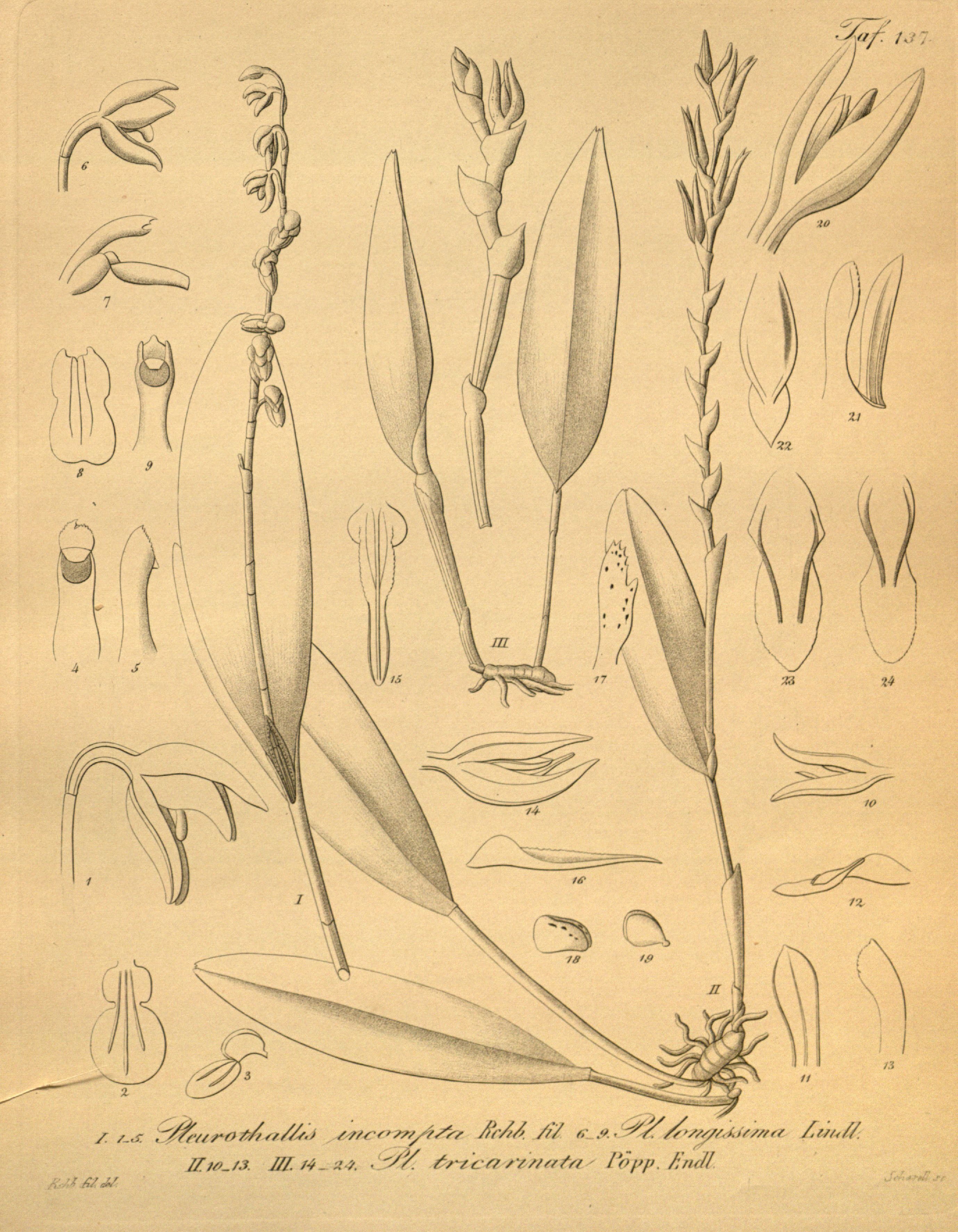